# The Private Afternoons of Pamela Mann
The Private Afternoons of Pamela Mann és una pel·lícula hardcore per adults nord-americana de 1974 protagonitzada per Barbara Bourbon i dirigida per Radley Metzger (com a "Henry Paris") que es considera un dels clàssics de l'Edat d'Or del Porno (1969–1984). Va ser un pas endavant en el desenvolupament del gènere, ja que tenia una trama i una bona interpretació. La pel·lícula es pot veure com una meditació sobre el voyeurisme, a causa del trop de Mann que va ser espiat per un detectiu privat contractat pel seu marit, i la producció de pornografia mateixa, mentre el detectiu filma les seves trobades sexuals.
L'estrella de cinema porno Bill Margold, que va passar a ser el director de la Free Speech Coalition, ha escrit que "The Private Afternoons of Pamela Mann assenyala el final de les pel·lícules sense finalitat, pel·lícules de masturbació d'un sol ús que entren per un orifici i en surten per un altre.” Filmada a Manhattan,la pel·lícula es va estrenar a Nova York el 26 de desembre de 1974 i es va distribuir nacionalment el 1975. La pel·lícula ha estat inclosa al Saló de la Fama de XRCO.

## Argument
Bourbon interpreta Pamela Mann, una psicoterapeuta casada que viu i treballa a Manhattan que té diverses trobades sexuals filmades per un detectiu privat contractat pel seu marit. Mann té relacions sexuals amb un dels seus pacients, una prostituta, i també és segrestatada per un parell de radicals. Mentre que el radical masculí viola oralment Mann, la radical femenina llegeix el text d'una decisió del Tribunal Suprem sobre pornografia. També li fa una fel·lació a un home que coneix en un banc del parc. En el clímax de la pel·lícula, es revela que Mann està veient les pel·lícules del detectiu al llit amb el seu marit. Han posat en escena les trobades i les tasques per al seu propi gaudi privat. Després tenen relacions sexuals.

## Repartiment
- Barbara Bourbon - Pamela Mann
- Sonny Landham - Candidat polític
- Darby Lloyd Rains - Violador
- Marc Stevens - Primer home amb Pamela
- Eric Edwards - Frank
- Kevin Andre - Primer client de Frank
- Day Jason (com Naomi Jason) as Recepcionista
- Alan Marlow - Marit de Pamela
- Jamie Gillis (com Jamey Gills) - Violador
- Doris Toumarkine (com Lola LaGarce) - Enquestadora
- Levi Richards (com John Ashton) - Hiram Wood
- Georgina Spelvin - Prostituta

## Versió remasteritzada
El 2011, DistribPix va llançar una remasterització completa de la pel·lícula, amb la cooperació completa del director. El resultat va tenir una exposició limitada als cinemes, però el principal resultat del projecte va ser la primera versió oficial de DVD remasteritzada. Abans es va publicar una llista de les cançons de la banda sonora de la pel·lícula.